# الاختلافات النصية في رسالة كورنثوس الثانية
الاختلافات النصية في رسالة كورنثوس الثانية او الرسالة الثانية إلى أهل كورنثوس ( قورنثوس) (بالإنجليزية: Textual variants in the Second Epistle to the Corinthians ) هي موضوع دراسة الاختلافات النصية في المخطوطات او ترجمات عندما يقوم الناسخ بإجراء تحريفات متعمدة أو غير مقصودة في مخطوطة على النص الذي يتم إعادة إنتاجه او ترجمته وترد في هذه المقالة أدناه قائمة مختصرة من المتغيرات النصية في هذي رسالة بالذات.

## الاختلافات النصية الموجودة
وَإِنْ كُنَّا غير لاَبِسِينَ لاَ نُوجَدُ عُرَاةً. ( 2 كورنثوس 5: 3 ) كلمة {غير} موجودة بالفعل في مخطوطات المكتشفة, كلارومينتس وبعض مخطوطات الاتينية القديمة وكما اقتباسه بعض الاباء الاتنيين
وَلَكِنَّ الْكُلَّ مِنَ اللهِ، الَّذِي صَالَحَنَا لِنَفْسِهِ بِيَسُوعَ الْمَسِيحِ، وَأَعْطَانَا خِدْمَةَ الْمُصَالَحَةِ، ( 2 كورنثوس 5: 18 ) كلمة {يسوع} غير موجودة في مخطوطات السينائية والفاتيكانية والاسكندرية والقبطي الصعيدي والفلجاتا , يقول بعض علماء قد نصي, يقول بعض علماء قد نصي الداعمين للنص الذي فيه كلمة {يسوع} ان سبب تحريف هو الاختصارات حيث ان يسوع باليونانية يكتب بختصار بحرفين وثم ياتي ناسخ لترجمته الى لغة اخرى فا يحذف الاختصار وبسبب هذا خطأ نسخي ادي الي حذف كلمة يسوع في اكثر من خمسين مرة في مختلف نصوص في كتاب وفي مخطوطات